# Forvik Island

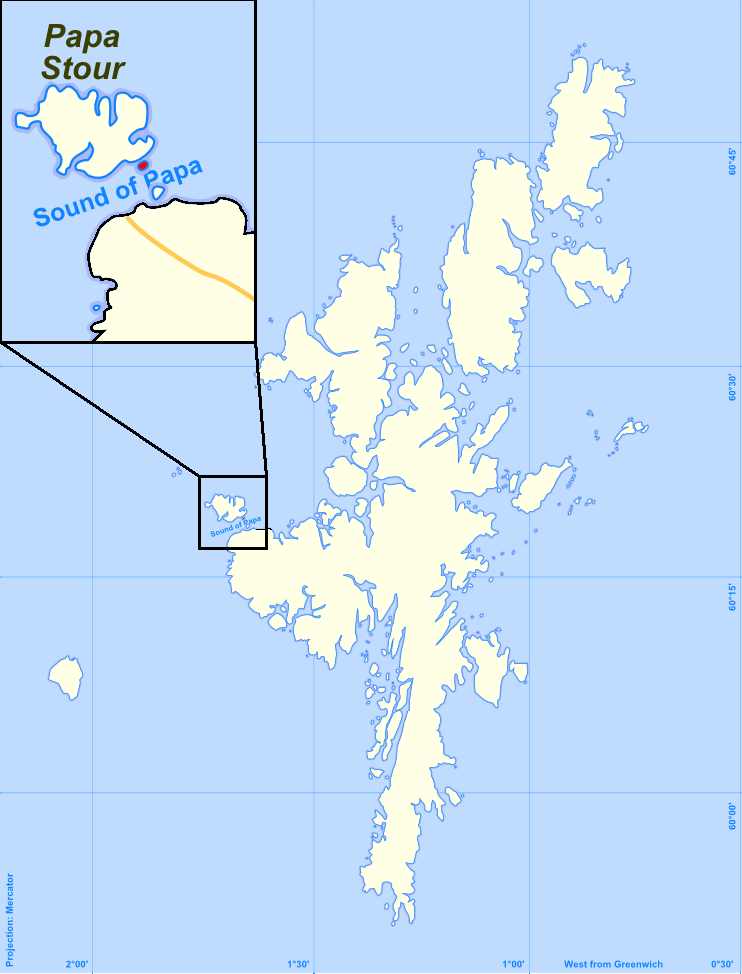

Op het eiland Forewick Holm, een Shetlandeiland (Schotland, Verenigd Koninkrijk) werd op 20 juni 2008 de onafhankelijke staat Forvik Island gesticht. Het eiland wordt enkel bewoond door de 65-jarige Stuart Alan Hill. Het eiland is één hectare groot en behoorde, althans volgens Hill, nooit officieel tot het Verenigd Koninkrijk. Stuart Hill wil dat de nieuwe autonome staat een Britse kroonkolonie wordt. Hij benadrukt dat die status de bewoners talrijke voordelen biedt. Zo verdwijnen de meeste belastingen. De rest van de Shetlandeilanden, ten noorden van Schotland, zou zijn voorbeeld moeten volgen, aldus Hill. 